# The Myst
The Myst è il terzo album edito dalla Celtic Harp Orchestra, pubblicato da Ethnoworld nel 2005.

## Tracce
1. Miranda and the Tempest
2. Gwersu
3. The Myst
4. Wings of the Dragonfly
5. The Dance of Lugh
6. Just Coffee and one Egg
7. Lover's Ghost
8. Myrdhyn's Last Spell
9. Evidence of Beauty
10. Not This, Not Yet
11. Bouncing Bach to You
12. A Bigger Dream
13. Keltango

## Musicisti
Fabius Constable : Direttore, Violoncello, Arpa, Piano, Fisarmonica, Voce in "A Bigger Dream".
Donatella Bortone: Soprano
Sabrina Noseda: Arpa, Coro

Chiara Vincenzi: Arpa

Danilo Marzorati: Arpa

Pauline Fazzioli: Arpa

Federica Maestri: Arpa, Coro

Ludwig Constable: Arpa

Antonella d'Apote : Arpa

Teodora Cianferoni: Arpa

Rossana Monico: Arpa

Maria Assunta Romeo: Arpa

Adriano Sangineto: Arpa

Caterina Sangineto: Arpa

Alaits Andonegi: Arpa

Azzurra Giudici: Arpa

Elena Sambin: Arpa

Gabriella Villa: Arpa

Antonio Callea: Arpa, Flauto

Nicolò Righi: Arpa
Tommaso Latis: Violino

Camilla Uboldi: Violino, Mandolino
Massimo Cerra: Oboe
Andrea Scuffi: Basso elettrico, contrabbasso
Giuseppe Festa: Flauto Lakota
Stefano Basurto: Sitar
Domenico Isolda: Percussioni, campane tubolari

Valerio Meletti: Percussioni
Giuseppe Vitali: Mix in Keltango
Marco Carenzio: Chitarra, Coro, Voce in "Lover's Ghost"